# Legal Crime
Legal Crime — стратегическая компьютерная игра в реальном времени, выпущенная компанией Byte Enchanters в 1996 году. В России и странах СНГ в 1998 году была выпущена локализованная русская версия игры под названием Чикаго, 1932: Дон Капоне, подготовленная компанией Snowball Interactive и изданная компанией 1С, отличавшаяся от оригинала не только переводом на русский язык, но и саундтреком, а также частично перерисованной графикой.

## Сюжет
Сюжет игры создан по мотивам биографии гангстера Аль Капоне, с момента его переезда в Чикаго под начало Джонни Торрио в 1921 году, до, по-видимому, признания его главным мафиози города в середине 20-х. Сюжетная линия представлена в текстовом виде в брифингах к заданиям перед миссиями и слабо пересекается с реальной биографией в угоду игровому процессу.

## Геймплей
Игровой процесс значительно отличается от традиционных стратегий в реальном времени. Источником «ресурсов» — денег — здесь является рэкет и устройство в подконтрольных заведениях объектов нелегального бизнеса. Нанятым бойцам нужно платить жалованье, а дополнительные возможности открываются путём подкупа ряда государственных структур: армии, полиции, ФБР и Сената. Кроме того, в игре почти целиком отсутствуют сколь-нибудь мощные средства защиты, что склоняет тактику в сторону агрессивных атакующих действий.

## Оценка
| Иноязычные издания      | Иноязычные издания |
| Издание                 | Оценка             |
| ----------------------- | ------------------ |
| Computer Games Magazine | 4/5                |
| Gambler                 | 83 %               |

В целом игра получила похвальные отзывы в прессе и успех среди игровой аудитории. Были отмечены необычный геймплей, достойная графика и сюжет. Отдельной похвалы удостоилось музыкальное сопровождение, в качестве которого взяты записи настоящего американского джаза 30-х годов (исполнение Джанго Райнхардта), отлично воссоздающие атмосферу тех времён. Критике подвергся игровой движок, который, несмотря на скромные минимальные требования, «тормозил» даже на продвинутых машинах и шёл вразрез с динамичностью игрового процесса.